# 臺灣中藥典
《臺灣中藥典》，舊名《台灣傳統藥典》、《中華中藥典》，是中華民國衛生福利部（原 行政院衛生署）臺灣中藥典編修委員會所編撰之中藥藥典。
收錄記載中藥材與部分中藥製劑的規格與檢驗標準，為國家中藥品質管制標準之依據。目前為新版本為2021年發行的第四版，共計收錄355個中藥材品項、30個中藥材飲片及9種中藥製劑。

## 沿革
- 1985年：行政院衛生署中醫藥委員會主導編撰之《中華民國中藥典範》公告發行，為《中華中藥典》的前身。
- 2004年3月9日：行政院衛生署首次公告《中華中藥典》，收載中藥品項200種。
- 2005年8月31日：因台灣正名運動，更名為《台灣傳統藥典》。[1]
- 2013年4月1日：行政院衛生署公告《台灣傳統藥典》第二版，並改名為《臺灣中藥典》，英語名。[2]
- 2018年11月2日：行政院衛生福利部公告《臺灣中藥典》第三版。[3]
- 2021年9月13日：行政院衛生福利部公告《臺灣中藥典》第四版，收載中藥材355種、中藥材飲片30種及中藥製劑9種。[4]

## 改版內容

### 第二版
第二版正文刪除石榴根皮，新增101品目，共計300品目。通則部分新增中藥基準方200方及其組成，新增「毒劇中藥一覽表」。呈色法由63%降為7%，薄層層析法由55%增為87%，高效液相層析法之比例從第一版中華中藥典的18%，提升至35%。薄層層析法檢驗中使用毒性較大之苯、三氯甲烷、四氯化碳等也漸漸以毒性較小之溶媒替代。編入中藥中重金屬、農藥殘留、黃麴毒素及微生物等異常物質限量，俾利查閱。

### 第四版
第四版新增3項中藥材品項（山銀花、南五味子及粉葛）、飲片30個品項及中藥製劑7個品項（大黃濃縮製劑、小青龍湯濃縮製劑、半夏瀉心湯濃縮製劑、甘草濃縮製劑、延胡索濃縮製劑、葛根湯濃縮製劑及葛根濃縮製劑），並刪除中藥材3個品項（五靈脂、冬葵果及石南葉）。
中藥材個論中的薄層層析鑑別方法(TLC)共新增及修訂41種品項，比率提升至91%，中藥材個論中的高效液相層析(HPLC)含量測定法共新增及修訂48種品項，比率也提升至62%。